# Vitrea pseudotrolli
Vitrea pseudotrolli é uma espécie de gastrópode da família Zonitidae.
Pode ser encontrada nos seguintes países: França e Itália.